# یارین بلاشکه

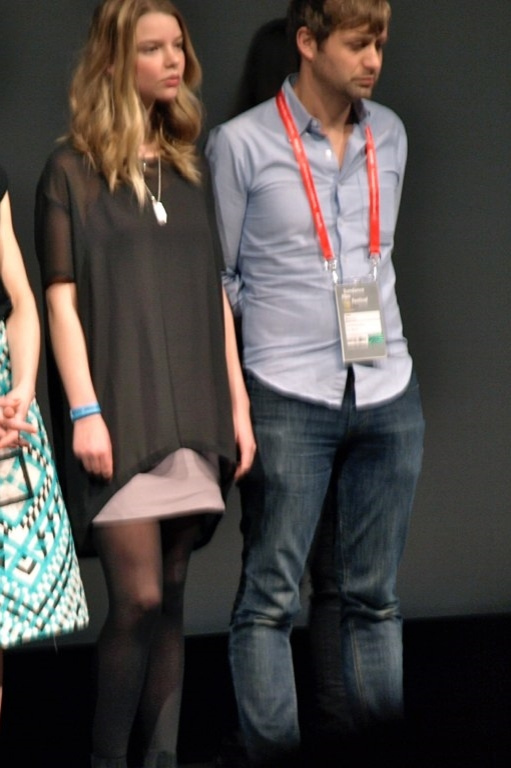
"جادوگر"، ساندنس 2015، آنیا تیلور جوی و یارین بلاشکه

Jarin Blaschke (زاده ۲۸ سپتامبر ۱۹۷۸) یک فیلمبردار آمریکایی است که بیشتر به خاطر کارش در فیلم ترسناک روانشناختی فانوس دریایی شناخته می‌شود که نامزدی جایزه اسکار بهترین فیلمبرداری را برای او به ارمغان آورد. 

## زندگی اولیه و زندگی شخصی
هنگامی که او ۱۶ ساله بود، بلاشکه به شهر نیویورک نقل مکان کرد تا در مدرسه هنرهای تجسمی فیلم تحصیل کند. 
بلاشکه اولین بار با کار خود در اولین فیلم به کارگردانی رابرت اگرز به نام جادوگر به شهرت رسید.  آثار او علاوه بر چندین نامزدی انجمن منتقدان فیلم، از جمله جایزه انجمن منتقدان فیلم سیاتل برای بهترین فیلمبرداری، مورد تحسین قرار گرفت.  او برای فیلم فانوس دریایی که در نگاتیو سیاه و سفید فیلمبرداری شده بود، دوباره با اگرز همکاری کرد.  بلاشکه علاوه بر نامزدی جایزه اسکار، برنده جایزه ایندپندنت اسپیریت برای بهترین فیلمبرداری ،  و نامزد بفتا و جایزه انتخاب منتقدان شد.  
بلاشکه در حال حاضر در پراگ زندگی می‌کند. 